# Juan Francés de Iribarren
Juan Francés de Iribarren Echevarría (Sangüesa, baut. 24 de marzo de 1700 - Málaga, 2 de septiembre de 1767) fue un compositor y organista español del Barroco tardío. Está considerado como uno de los más grandes compositores españoles de los dos primeros tercios del siglo XVIII.

## Biografía
Hijo de Juan Francés de Iribarren y Águeda de Echevarría. No se conoce con exactitud el día de su nacimiento, pero se sabe que fue bautizado el 24 de marzo de 1699 en la Iglesia de Santiago el Mayor de Sangüesa. Se sabe poco de su infancia y juventud en su localidad pero es muy probable que fuese niño cantor y comenzase a adquirir habilidad con el órgano a una edad temprana.
Posteriormente marchó a Madrid donde ingresó como niño cantor en el Colegio de Niños Cantorcicos, que era la institución dependiente de la Real Capilla en la que se formaban los niños cantores. En aquella época, el director de esta institución fue el famoso compositor y organista José de Torres, quién en 1717 recomendó a Francés de Iribarren para el puesto de organista en la Catedral de Salamanca, puesto que le fue concedido a la temprana edad de 18 años. En éste puesto permaneció durante 16 años, hasta 1733. Durante esta estancia su trabajo no fue únicamente de organista, sino que, como él mismo declara, también se dedica a “suplir al maestro Micieces en la composición, por su ancianidad”.
Posteriormente, se presentó por concurso oposición a la plaza de maestro de capilla de la Catedral de Málaga, donde obtuvo el segundo puesto detrás de Manuel Martínez Delgado, que falleció y no pudo tomar posesión de la plaza. El 1 de octubre de 1733, Francés de Iribarren fue nombrado maestro de capilla de la catedral. Allí permaneció hasta su muerte. Durante sus 34 años de servicio en la catedral de Málaga trabajó intensamente, componiendo un gran número de obras y reorganizando la capilla musical de la catedral y proponiendo a José Carlos Guerra, poeta de la Capilla Real, como compositor de las letras de los villancicos a cantar. En 1737, creó el Archivo de Música, al que donó toda su producción escrita hasta la fecha y la posterior, que hoy en día es uno de los más importantes de España.
Su prestigio quedó demostrado cuando, en 1741, le ofrecieron el puesto de maestro de capilla en la Catedral de Valladolid, por lo que el cabildo de Málaga tuvo que subirle el sueldo para evitar su marcha.
Debido a su mal estado de salud, el 16 de abril de 1766 renunció a su puesto en la catedral. Falleció el año siguiente, el 2 de septiembre de 1767, y fue enterrado en la catedral.

## Estilo
Rafael Mitjana habla de dos estilos de composición en la obra de Iribarren: “uno superficial, exterior y muy brillante… y otro, severo, grandioso, y muy puro que nos parece acorde con su manera de sentir”. Mitjana se refiere a los estilos italiano e hispano, respectivamente. Iribarren es el prototipo de compositor barroco tardío, con influencias italianas pero que no abandona la tradición eclesiástica inspirada en las composiciones del Siglo de Oro español. Sus obras, además de estar cuidadosamente tratadas, responden a una gran variedad de funciones litúrgicas, estilos compositivos, texturas y formas. Con toda seguridad, el estilo italiano lo aprendió en Madrid por influencia de José de Torres, su maestro, quien tomaba como modelo a Francesco Gasparini.
A través de su obra puede verse en el compositor una evolución del estilo. En las obras de sus primeros años puede verse un afán por presentar sus piezas importantes con una gran variedad de recursos polifónicos, contrapuntísticos y tímbricamente contrastantes, propio de la estética barroca y que recuerda en ocasiones a Haendel. En cambio, en los últimos años vemos en sus obras una mayor simplicidad, con melodías más diáfanas y equilibradas, características del estilo “galante”, que será el precedente del Clasicismo.

## Obras
De su etapa de maestro de capilla de la Catedral de Salamanca, sólo se han conservado en el archivo de ella 18 obras. Sin embargo, en el Archivo de Música de la Catedral de Málaga, que él mismo fundó, se han conservado cerca de 1000 composiciones. También se encuentran obras suyas en muchas catedrales y en muchos archivos españoles.
- 521 piezas vocales en español:
  - 390 villancicos
  - 109 cantatas
  - 22 arias
- 385 piezas vocales en latín:
  - 120 motetes
  - 69 salmos
  - 39 antífonas
  - 27 misas
  - 26 lamentaciones
  - 25 himnos
  - 21 misereres
  - 19 magníficats
  - 14 secuencias
  - 6 responsorios
  - 5 invitatorios
  - 5 nunc dimittis
  - 4 oficios de difuntos
  - 3 lecciones
  - 1 Stabat Mater
  - 1 letanía

Además compuso algunas piezas instrumentales para órgano, y existen otras obras sin catalogar.

## Discografía
- 1990 - Cantatas Barrocas Españolas del siglo XVIII. Elvira Padín. Miguel Ángel Tallante. Conjunto instrumental. Ministerio de Educación y Ciencia. MEC 1017 CD. Madrid.
- 1994 - Barroco español. Vol.1."Mas no puede ser". Villancicos, cantatas y otras obras. Al Ayre Español. Eduardo López Banzo (dir.). Deutsche Harmonia Mundi, 05472 77325 2.
- 2005 - Villancicos y Cantadas. Sacred Songs And Dances from Latin America and Spain. El Mundo. Richard Savino. Koch International Classics 7654.
- 2007 - Iribarren: Salmos, villancicos y cantadas. Nova Lux Ensemble de la Coral de Cámara de Pamplona. RTVE música.
- 2008 - Serpiente Venenosa. Música en las Catedrales de Málaga y Cádiz en el siglo XVIII. Orquesta Barroca de Sevilla y Coro Barroco de Andalucía. Diego Fasolis (director). Con María Espada (soprano), David Sagastume. Almaviva DS 0150
- 2008 Monumentos Sonoros de la Catedral de Málaga. "Música en honor de San Ciriaco y Santa Paula", Capilla de Música "Maestro Iribarren", dir. Antonio del Pino.
- 2008 Monumentos Sonoros de la Catedral de Málaga. "Música en honor de la Inmaculada Concepción", Capilla de Música "Maestro Iribarren", dir. Antonio del Pino.
- 2009 - Arde el furor intrépido. Música de la catedral de Málaga en el siglo XVIII. Orquesta Barroca de Sevilla. Diego Fasolis. Con María Espada y José Hernández Pastor (contratenor). OBS-Prometeo OBS 01